# Stenoptera laxiflora
Stenoptera laxiflora là một loài thực vật có hoa trong họ Lan. Loài này được C.Schweinf. miêu tả khoa học đầu tiên năm 1941.